# Amstel Gold Race femenina
La Amstel Gold Race femenina es una carrera profesional femenina de ciclismo en ruta de un día que se disputa anualmente en la región de Limburgo, en Países Bajos y es patrocinada por la empresa cervecera que le da nombre. Es la versión femenina de la carrera del mismo nombre y se celebra el mismo día que su homónima como antesala de la Flecha Valona Femenina y de la Lieja-Bastoña-Lieja Femenina con las que conforman la conocida Trilogía de las Ardenas.
Sus primeras ediciones se corrieron entre 2001 hasta 2003 sin limitación de edad, siendo esta última edición puntuable para la Copa del Mundo femenina. En el año 2017 regresó la carrera y entró a formar parte del UCI WorldTour Femenino.

## Palmarés
| Año                               | Ganador              | Segundo              | Tercero                                   |           |
| --------------------------------- | -------------------- | -------------------- | ----------------------------------------- | --------- |
| 2001                              | Debby Mansveld       | Mirjam Melchers      | Leontien van Moorsel                      |           |
| 2002                              | Leontien van Moorsel | Mirjam Melchers      | Katherine Bates                           |           |
| 2003                              | Nicole Cooke         | Olivia Gollan        | Edita Pučinskaitė                         |           |
| 2004-2016 ediciones no disputadas |                      |                      |                                           |           |
| 2017                              | Anna van der Breggen | Lizzie Deignan       | Annemiek van Vleuten Katarzyna Niewiadoma |           |
| 2018                              | Chantal Blaak        | Lucinda Brand        | Amanda Spratt                             |           |
| 2019                              | Katarzyna Niewiadoma | Annemiek van Vleuten | Marianne Vos                              |           |
| 2020                              | cancelada            | cancelada            | cancelada                                 | cancelada |
| 2021                              | Marianne Vos         | Demi Vollering       | Annemiek van Vleuten                      |           |
| 2022                              | Marta Cavalli        | Demi Vollering       | Liane Lippert                             |           |
| 2023                              | Demi Vollering       | Lotte Kopecky        | Shirin van Anrooij                        |           |
| 2024                              | Marianne Vos         | Lorena Wiebes        | Ingvild Gåskjenn                          |           |
| 2025                              | Mischa Bredewold     | Ellen van Dijk       | Puck Pieterse                             |           |

Nota: En la edición 2017 se presentó un empate inusual entre la ciclista neerlandesa Annemiek van Vleuten del equipo Orica-Scott y la ciclista polaca Katarzyna Niewiadoma del equipo WM3, debido a que sus llegadas a meta fueron idénticas.

## Palmarés por países
| País         | Victorias |
| ------------ | --------- |
| Países Bajos | 8         |
| Reino Unido  | 1         |
| Polonia      | 1         |
| Italia       | 1         |